# 101 sätt att åka ur en gameshow
101 sätt att åka ur en gameshow är en gameshow som sändes i TV3 under 2011. Deltagarna får svara på frågor i en tävling där vinnaren får 50.000 kr. De som svarar fel åker ut, på ett handgripligt sätt, programmets specialitet. Oftast innebär det ett högt fall ner i en bassäng på olika sätt. Programledare var Mårten Andersson. Programmet baseras på ett likadant program som gjorts för brittiska BBC, 101 Ways to Leave a Gameshow, och som sänts sommaren 2010. Versioner har under hösten 2010 visats i Argentina, Turkiet, Tyskland, och under 2011 planeras visning i bland annat Israel, Italien, och USA. Alla versionerna, även den svenska, har spelats in i Argentina.